# György Kmety
Dans le nom hongrois Kmety György, le nom de famille précède le prénom, mais cet article utilise l’ordre habituel en français György Kmety, où le prénom précède le nom.
György Kmety ([ ɟøɾɟ], [ˈkmɛti]), né le 24 mai 1813 à Felsőpokorágy (Rimaszombat), aujourd'hui Rimavská Sobota en Slovaquie, et mort le 25 avril 1865 à Londres, est un militaire hongrois qui se mit au service de l'Empire ottoman et se convertit à l'islam sous le nom d'Ismaïl Pacha (en turc : İsmail Paşa). Il accéda au grade de général de l'Empire ottoman et combattit les Autrichiens et les Russes, avec l'appui des Britanniques.

## Biographie
György Kmety est le fils d'un pasteur évangélique qui appartenait à une famille noble ruinée.
Sous la direction d'un de ses oncles, György Kmety commence ses études qu'il doit poursuivre, comme boursier, au lycée évangélique de Presbourg mais, privé à cause d'une erreur de l'allocation qui lui était destinée à cet effet, il décide de partir pour Vienne et s'engage dans l'armée en 1833. À la fin de l'année 1847, il est sous-officier dans l'armée de Joseph Radetzky en tant que premier lieutenant. Il participe à la révolution hongroise de 1848 avant de trouver refuge en Turquie en 1849 avec Józef Bem et d'autres généraux hongrois après l'écrasement de la révolte par l'empire d'Autriche, soutenue par la Russie.

Peu après, pour mieux se soustraire aux demandes d'extradition présentées par les gouvernements autrichien et russe, György Kmety se convertit à l'islam, adopte le nom d'Ismaïl Pacha (İsmail Paşa), et se met au service du sultan Abdülmecid Ier. Entré dans l'armée ottomane avec le grade de Liva (général de brigade), il prend part en Syrie avec Bem à la répression d'une émeute à Alep. Il prend également part à la guerre de Crimée (1853–1856) et est chargé, avec le général britannique William Fenwick Williams, de défendre la forteresse de Kars, pivot de la défense ottomane dans l'est de l'Anatolie. Après la capitulation de Kars en novembre 1855, György Kmety revient à Constantinople où il est élevé au grade de Ferik ou général de division, et devient membre du conseil du Tanzimat. En 1861, il est nommé gouverneur de Candie en Crète.
Jamais marié, György Kmety meurt sans descendance à Londres, en 1865, à l'âge de 51 ans. Il est inhumé au cimetière londonien de Kensal Green.

## Hommages
En reconnaissance de son aide, les Turcs érigèrent un buste en son honneur au Musée militaire d'Istanbul (en).
En Hongrie, une rue de Budapest porte son nom.